# Gelves
Gelves – gmina w Hiszpanii, w prowincji Sewilla, w Andaluzji, o powierzchni 8,18 km². W 2011 roku gmina liczyła 9506 mieszkańców. Gelves znajduje się w aglomeracji metropolitalnej stolicy regionu, Sewilli, ale jest odrębną gminą graniczącą na północy z San Juan de Aznalfarache, na zachód z Mairena del Aljarafe i na południowy zachód z Palomares, które również znajdują się w aglomeracji.